# Beware of Dog
Beware of Dog är den amerikanske rapparen Lil' Bow Wows debutalbum, släppt 2000. Lil' Bow Wow var endast 13 år när detta album släpptes som betydde att han var en av de yngsta rapparna då. Lil' Bow Wows mentor var Jermaine Dupri. 
Albumet innehåller singlarna "Bounce with Me", "Bow Wow (That's My Name)", "Puppy Love" och "Ghetto Girls". Albumet har sålts i över 3,5 miljoner exemplar (2025).

## Låtlista
- Alla låtar är producerade av Jermaine Dupri och Bryan-Michael Cox.

| Nr  | Titel                                                    | Kompositör                                                                                          | Längd |
| --- | -------------------------------------------------------- | --------------------------------------------------------------------------------------------------- | ----- |
| 1.  | Intro                                                    | Spoken Word                                                                                         | 0:21  |
| 2.  | The Future (feat. R.O.C.)                                | Cox, Dupri, Rahman Griffin, Terron Mitchell                                                         | 2:36  |
| 3.  | Bounce With Me (feat. XSCAPE)                            | Dupri, Da Brat, Cox                                                                                 | 2:56  |
| 4.  | Puppy Love (feat. Jagged Edge)                           | Cox, Brandon Casey, Darryl Pierce, Dupri, Bobby Erving, James Todd Smith, Brian Casey, Dwayne Simon | 3:29  |
| 5.  | You Know Me (feat. Jermaine Dupri och Da Brat)           | Cox, Da Brat, Dupri                                                                                 | 3:08  |
| 6.  | The Dog in Me                                            | Dupri, Cox                                                                                          | 3:22  |
| 7.  | Bow Wow (That's My Name) (feat. Snoop Dogg)              | George Clinton, Cox, Dupri, Garry Shider, David Spradley, Calvin Broadus, Jr.                       | 3:44  |
| 8.  | This Playboy (feat. Jermaine Dupri, R.O.C. och Big Duke) | Cox, Dupri, Lee Dixon, Griffin                                                                      | 3:37  |
| 9.  | Ghetto Girls (feat. Jermaine Dupri)                      | Cox, Dupri, Wilton Felder, Mitchell                                                                 | 3:15  |
| 10. | You Already Know                                         | Carl Lowe, Dupri                                                                                    | 3:18  |
| 11. | Bounce with Me [Extended LP Mix] (feat. Xscape)          | Cox, Dupri, Da Brat                                                                                 | 4:43  |

## Listplaceringar
| Topplistan (2000)                   | position |
| ----------------------------------- | -------- |
| US Billboard 200                    | 8        |
| US Billboard Top R&B/Hip-Hop Albums | 3        |